# Hugo Hamilton, 1:e baron Glenawly
Hugh Hamilton, född cirka 1600, död 1678, svensk friherre, sedermera även irländsk baron av Glenawly, var en brittisk-svensk militär.

## Biografi
Han var ursprungligen av den skotska ätten Hamiltons Deserf-gren (vars första medlemmar hade varit kusinerna till den lord Hamilton som blev förste jarl av Arran). Hugos far (och möjligen farfar) hade invandrat till Irland från Skottland. Familjen hade förvärvat Monea och Ballygawley i Tyrone och Fermanagh. Hans föräldrar var Malcolm Hamilton (död 1629), sedan 1623 ärkebiskop av Cashell och således ledare för episkopala kyrkan i Irland, och dennes första hustru Mary Willkie of Sachtonhill.
År 1659 ärvde Hamilton-syskonen den barnlöse brodern Archibald Hamilton, herre (feodal baron) till Glenawly, och Hugo som äldste levande fick titeln. År 1660 upphöjde kung Karl II den i Sverige boende Hugo Hamilton till den irländska titeln Baron of Glenawly, varvid han fick säte i irländska parlamentets första kammare och blev Lord Hamilton.
Hugo Hamiltons ende son överlevde sin far med bara ett år. Han dog i en olycka. Hugo Hamiltons dotterson sir Marcus Beresford gifte sig med lady Catherine Power of Tyrone, Baronessa de la Poer suo jure och blev upphöjd till greve av Tyrone. Hugos dottersonson, sir George de la Poer Beresford blev upphöjd till markis av Waterford. Alla markiserna av Waterford fram till idag är därför Hugos ättlingar.
Hugo Hamiltons ättlingar gifte in sig i många av den brittiska aristokratins familjer. Följande är hans ättlingar:
- överstelöjtnant Andrew Parker-Bowles, drottning Camillas tidigare make
- den avlidne herr Angus Ogilvy, make till prinsessan Alexandra av Kent
- prins Richard, hertig av Gloucester

Hugo Hamilton var farbror till överstelöjtnant Malcolm Hamilton af Hageby (1635–1699) och till general Hugo Hamilton af Hageby (1655–1724) samt farfarsbror till fältmarskalk Gustav David Hamilton af Barsebäck (1699–1788).

## Biografi – fortsättning
Hugo Hamilton var son till ärkebiskopen Malcolm Hamilton av Monea i Cashel och Mary Wilkie. Han flyttade 1624 till Sverige och stred under trettioåriga kriget. Under krigets gång tjänade han sig upp till överste för ett värvat regemente i Ingermanland 13 september 1641. Han blev 4 mars 1645 överste för Upplands regemente och 3 oktober 1646 kommendant i Greifswald. Hamilton och hans yngste halvbror Ludvig naturaliserades till svensk adelsman i augusti 1648 och introducerades 1649 i Sveriges Riddarhus som nummer 249 och 250. Han blev 18 september 1648 överste för Forbus regemente och blev 17 juni 1654 adlad till friherre Hamilton af Deserf tillsammans med brodern Ludvig. Ätten introducerades 1654 i Sveriges Riddarhus som nummer 50. Hamilton flyttade 1662 till Irland och blev där kungliga råd. Han avled 1678. Efter sonen Williams död 1679 begärde Hamiltons brorson, general Hugo Hamilton af Hageby, en utredning av arvsrätten efter Hamilton. År 1692 fastställdes att döttrarna hade rätt till arvet efter Hamilton.

### Egendom
Hamilton ägde Glenally i Irland, Ljungs slott i Ljungs socken och Slefringe i Åtvids socken.

### Familj
Hamilton gifte sig första gången 1637 med Margareta Foratt (död 1653). Hon var änka efter ambassadören James Spens. Hamilton och Foratt fick tillsammans dottern Brita Margareta Hamilton som var gift med friherren Gustaf Adolf Skytte af Duderhof. Margaret hade två söner i sitt första äktenskap (majoren Axel Spens, 1626-1656, och överste James Spens, 1627–1665), som nu blev Hugo Hamiltons styvsöner. 
Hamilton gifte sig andra gången med Arabella Susan Balfour, dotter av sir William Balfour of Pitcullo. De fick tillsammans barnen Arabella Susanna Hamilton som var gift med viscount Markus Dungannon, Nichola Sofia Hamilton som var gift med sir Tristan Beresford och generalen Richard Georges de Kilbrue och William Hamilton (cirka 1660-1680).